# Leliceni, Harghita
Leliceni (în maghiară Csíkszentlélek, în trad. „Sfântul Spirit de Ciuc”, după hramul bisericii parohiale romano-catolice), este satul de reședință al comunei cu același nume din județul Harghita, Transilvania, România. Până în 2004 satul a făcut parte din comuna Sâncrăieni.

## Istoric
Localitatea este atestată documentar din anul 1332, când a fost consemnat preotul locului („Sacerdos de Spiritu”). Biserica a fost construită în secolul al XIV-lea și a fost restaurată în anul 1806.
Istoricul Pál Péter Domokos a descoperit aici o carte de melodii folclorice scrisă de János Bocskor între 1716 și 1739.

## Monumente
Biserica romano-catolică a fost construită în secolul al XIV-lea și a fost extinsă în secolul al XV-lea, ajungând la forma curentă în 1806. Altarul a fost făcut la comanda familiei Czakó în 1510. Acesta se află în prezent în Muzeul Național al Ungariei din Budapesta. Clopotul mare al bisericii datează din anul 1502.
Teiul din dreptul bisericii romano-catolice, arbore secular, a fost desemnat în anul 2011 drept „arborele european al anului.”

## Personalități
- Péter Ágoston (1618-1689), iezuit transilvănean